# Feliks Srzeński
Feliks Srzeński  herbu Dołęga (ur. ok. 1498, zm. 1554), wojewoda płocki, cześnik gostyniński, kasztelan rypiński – ostatni i najwybitniejszy z rodu Szreńskich, właścicieli miasta Szreńsk i otaczających je dóbr. Znacząca postać na dworze Zygmunta Starego i królowej Bony, cieszył się ich osobistymi względami, to ułatwiło mu dojście do wysokich godności. 
Od 1521 r. piastował urząd cześnika gostyńskiego, w 1526 r. objął urząd – kasztelana rypińskiego w 1527 r. został kasztelanem dobrzyńskim, w 1530 r. starostą płockim, w 1532 r.  w wieku 29 lat – obejmuje urząd wojewody płockiego, w 1537 otrzymuje starostwo malborskie, a w 1549 od Zygmunta Augusta – starostwa łomżyńskie i wiskie. 
Poseł na sejm krakowski 1531/1532 roku z ziemi rawskiej.
Znakomity organizator i gospodarz, za jego życia Szreńsk przeżywa swój największy rozkwit, z jego  fundacji powstaje murowany gotycki kościół i okazały zamek. Zdobył dla miasta liczne przywileje między innymi nowe prawa dla cechu szewców szreńskich i prawo poboru cła dla mieszczan. Zmarł bez potomka męskiego w roku 1554. Na jego nagrobku w kościele szreńskim widnieje napis (wolne tłumaczenie) "Żyłem dla ojczyzny czyniąc jak tylko mogłem rzeczy słuszne, sprawiedliwe i pożyteczne. Pogrzebany tu, dla przykładu następnych spoczywam tu, ptak sławny czynami moimi, które po śmierci mej będą otoczone najwyższym uznaniem". Płyta nagrobna "Spodziewając się śmierci i zmartwychwstania godny i potężny Feliks Szreński z Sokołowa, wojewoda płocki i malborski, starosta płocki za życia postawił sobie roku pańskiego 1546. Żył lat 55, miesięcy 9, dni 4".